# Adoretus prudens
Adoretus prudens är en skalbaggsart som beskrevs av Benderitter 1923. Adoretus prudens ingår i släktet Adoretus och familjen Rutelidae. Inga underarter finns listade i Catalogue of Life.